# 3031 Houston
3031 Houston là một tiểu hành tinh vành đai chính được phát hiện ngày 8 tháng 2 năm 1984 bởi Edward L. G. ("Ted") Bowell ở Đài thiên văn Lowell, Anderson Mesa Station. Nó được đặt theo tên Walter Scott Houston, một nhà thiên văn nghiệp dư Mỹ.